# Vanellus superciliosus
La avefría pechirrufa (Vanellus superciliosus) es una especie de ave caradriforme de la familia Charadriidae que vive en África Central y las regiones colindantes al este y oeste.

## Distribución y hábitat
Se encuentra en Camerún, Nigeria, República Centroafricana, República Democrática del Congo, República del Congo, Chad, Ruanda, Burundi, Tanzania, Uganda, Kenia y Zambia.
Sus hábitats preferidos son los herbazales, las sabanas húmedas y los bosques de mopane, donde se alimenta principalmente de invertebrados.